# NGC 7752
NGC 7752 је елиптична галаксија у сазвежђу Пегаз која се налази на NGC листи објеката дубоког неба.
Деклинација објекта је + 29° 27' 34" а ректасцензија 23h 46m 58,5s. Привидна величина (магнитуда) објекта NGC 7752 износи 14,0 а фотографска магнитуда 15,0. NGC 7752 је још познат и под ознакама UGC 12779, MCG 5-56-4, MK 1134, ARP 86, CGCG 498-9, ARAK 585, VV 5, 4ZW 165, KCPG 591A, PGC 72382.